# Alessio di Mauro
Alessio di Mauro (* 9. August 1977 in Syrakus) ist ein ehemaliger italienischer Tennisspieler.

## Karriere
Alessio di Mauro begann seine Karriere im Jahr 1998 und gewann insgesamt 14 Turniere auf der ATP Challenger Tour, davon jeweils sieben im Einzel und sieben im Doppel mit wechselnden Partnern. Im Einzel konnte er auch auf der World Tour einmal das Endspiel erreichen, als er 2007 in Buenos Aires im Endspiel auf Juan Mónaco traf. Diesem unterlag er jedoch deutlich mit 1:6 und 2:6. Seine höchsten Platzierungen in der Weltrangliste erreichte er mit Rang 68 im Einzel am 26. Februar 2007 sowie Rang 136 im Doppel am 30. Januar 2012. 2014 spielte er zuletzt Tennisturniere.
2004 bestritt Alessio di Mauro seine einzige Begegnung für die italienische Davis-Cup-Mannschaft. Im Erstrundenspiel gegen Georgien wurde er im ersten Einzel eingesetzt, welches er ungefährdet gewann.

## Erfolge
| Legende (Anzahl der Siege)                       |
| Grand Slam                                       |
| Tennis Masters Cup ATP World Tour Finals         |
| ATP Masters Series ATP World Tour Masters 1000   |
| ATP International Series Gold ATP World Tour 500 |
| ATP International Series ATP World Tour 250      |
| ATP Challenger Tour (14)                         |

### Einzel

#### Turniersiege
| Nr. | Datum          | Turnier         | Belag | Finalgegner       | Ergebnis        |
| --- | -------------- | --------------- | ----- | ----------------- | --------------- |
| 1.  | 9. Juli 2001   | Campinas        | Sand  | Ramón Delgado     | 6:2, 6:4        |
| 2.  | 4. August 2003 | San Marino      | Sand  | David Sánchez     | 6:3, 3:2 aufgg. |
| 3.  | 28. Juni 2004  | Mantua (1)      | Sand  | Tomas Tenconi     | 7:64, 6:2       |
| 4.  | 18. April 2005 | Monza           | Sand  | Nicolas Devilder  | 6:1, 2:6, 6:3   |
| 5.  | 9. Juli 2007   | Mantua (2)      | Sand  | Thierry Ascione   | 7:5, 7:66       |
| 6.  | 15. Juni 2009  | Mailand         | Sand  | Vincent Millot    | 6:4, 7:63       |
| 7.  | 31. März 2013  | San Luis Potosí | Sand  | Daniel Kosakowski | 4:6, 6:3, 6:2   |

#### Finalteilnahmen
| Nr. | Datum         | Turnier      | Belag | Finalgegner | Ergebnis |
| --- | ------------- | ------------ | ----- | ----------- | -------- |
| 1.  | 17. Juni 2007 | Buenos Aires | Sand  | Juan Mónaco | 1:6, 2:6 |

### Doppel

#### Turniersiege
| Nr. | Datum              | Turnier       | Belag | Partner             | Finalgegner                         | Ergebnis          |
| --- | ------------------ | ------------- | ----- | ------------------- | ----------------------------------- | ----------------- |
| 1.  | 20. Juli 2003      | Olbia         | Sand  | Vincenzo Santopadre | Julien Jeanpierre Mike Scheidweiler | 2:6, 6:4, 6:2     |
| 2.  | 2. August 2008     | Cordenons     | Sand  | Marco Crugnola      | David Škoch Igor Zelenay            | 1:6, 6:4, [10:6]  |
| 3.  | 30. August 2009    | Manerbio      | Sand  | Simone Vagnozzi     | Yves Allegro Jesse Huta Galung      | 6:4, 3:6, [10:4]  |
| 4.  | 19. Juli 2010      | Orbetello     | Sand  | Alessandro Motti    | Nikola Mektić Ivan Zovko            | 6:2, 3:6, [10:3]  |
| 5.  | 26. September 2010 | Todi          | Sand  | Flavio Cipolla      | Marcel Granollers Gerard Granollers | 6:1, 6:4          |
| 6.  | 20. März 2011      | Rabat         | Sand  | Simone Vagnozzi     | Jewgeni Koroljow Juri Schtschukin   | 6:4, 6:4          |
| 7.  | 10. Juli 2011      | San Benedetto | Sand  | Alessandro Motti    | Daniele Giorgini Stefano Travaglia  | 7:65, 4:6, [10:7] |